# (10436) Janwillempel
(10436) Janwillempel (6073 P-L) – planetoida z pasa głównego asteroid okrążająca Słońce w ciągu 4,54 lat w średniej odległości 2,74 j.a. Odkryta 24 września 1960 roku.